# Parque Histórico Nacional da Cultura Chaco
O Parque Histórico Nacional da Cultura Chaco é um parque histórico nacional localizado no noroeste do Novo México, nos Estados Unidos. Contém os restos mais importantes da cultura Chaco, que atingiu seu apogeu entre aproximadamente 1020 e 1110. Foi caracterizado como um sistema muito elaborado de habitações urbanas cercado por aldeias unidos por uma rede de estradas. O parque está localizado no noroeste do Novo México, entre Albuquerque e Farmington , em um remoto cânion cortado pelo Chaco Wash (um riacho seco). Contém uma abrangente coleção de ruínas antigas, o parque preserva uma das mais importantes áreas culturais e históricas pré-colombianas nos Estados Unidos. 